# Jane Wyman
Jane Wyman, de nom Sarah Jane Mayfield, (Saint Joseph, Missouri, 5 de gener de 1917 − Palm Springs, 10 de setembre de 2007) va ser una actriu, cantant i directora estatunidenca.

## Biografia
Comença en els inicis del cinema sonor (1932), i en els anys següents treballa en papers secundaris en drames i comèdies representatives de l'època com El rei del burlesque (1935 Sidney Lamfield), comèdia musical en la qual apareixia al costat de Warner Baxter; la comèdia -screwall comedy o comèdia boja- de Gregory La Cava My Man Godfrey (1936), al costat de William Powell i Carole Lombard; la comèdia  The Sunday Round-Up  (1936), en companyia de Clark Gable i Marion Davies; el musical nominat a l'oscar Mr. Dodd  (1937, Alfred E. Green) o la comèdia costumista The Crowd Roars (1938) de Michael Curtiz, al costat de Errol Flynn i Rosalind Russell.

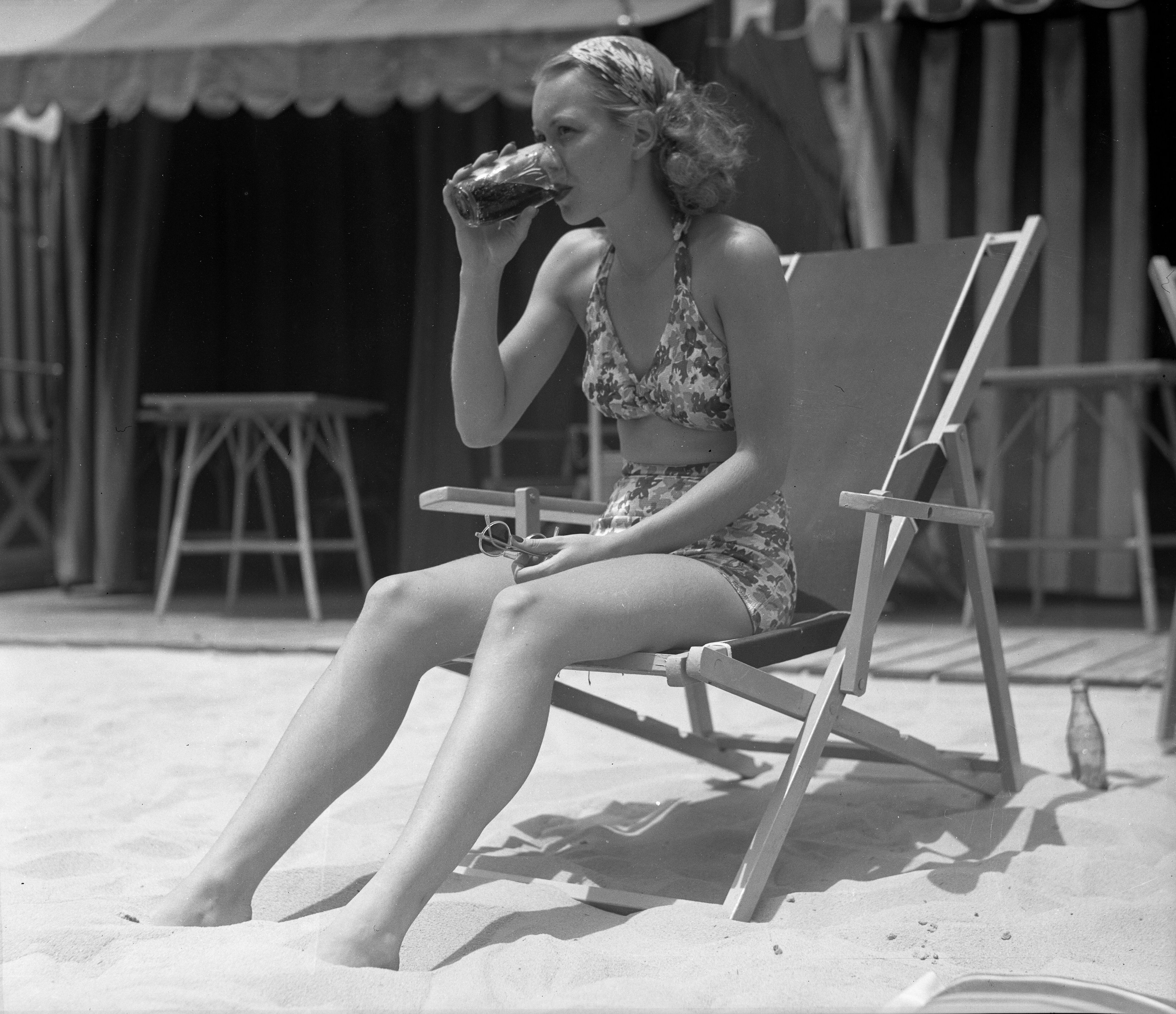
L'actriu Jane Wyman a la platja, 1935

La dècada de 1940 suposa la seva empenta definitiva cap a una fama de moderada durada (des de 1945 fins a 1960, aproximadament), i la seva especialització en personatges de tall melodramàtic. Va estar bastant desaprofitada per a la comèdia, malgrat els seus dots pel vodevil musical o la comèdia lleugera, però l'actriu trobarà papers a la mesura de les seves possibilitats en films com el thriller Larceny Inc.  (1940), al costat de Edward G. Robinson; la comèdia  My Favorite Spy (1942), al costat de Bob Hope en una de les seves millors pel·lícules, i Madeleine Carroll; l'encantadora comèdia romàntica Princess O'Rourke (1943, Norman Krasna) en companyia de Olivia de Havilland i Dennis O'Keefe, o el musical patriòtico-propagandístic de 1944 The Doughgirls de Delmer Daves, al costat d'una desfilada d'estrelles de l'època que realitza un cameo per animar els soldats nord-americans al front amb cançons, humor, etc. Aquesta última pel·lícula pertany a un mini subgènere que comparteix amb Tres dies d'amor i fe de Frank Borzage (1942), per exemple.
L'etapa d'esplendor de Jane Wyman en el cinema va arrencar a finals dels anys 40 i es va prolongar durant la dècada següent. El 1949 va guanyar l'Oscar a la millor actriu interpretant una dona sordmuda a Johnny Belinda i va obtenir tres nominacions més: el 1947 per The Yearling, el 1951 per The Blue Veil i el 1955 per Magnificent Obsession.
El 1945, Wyman aconsegueix una gran popularitat amb la seva magnífica interpretació en un dels drames sobre l'alcoholisme més emblemàtics de la història: Dies perduts  de Billy Wilder. A la cinta, l'actriu fa d'esposa d'un escriptor torturat i en crisi emocional (Ray Milland), que no aconsegueix sortir de l'espiral d'alcohol en el qual es troba. Al costat d'ells, destaca també l'actor Phillip Terry. El reconeixement que Jane aconsegueix amb aquest film (guanyador de 4 Oscar), li permet accedir a produccions dels grans estudis, on va demostrant la seva versatilitat.
Comença així la seva millor època en el cinema, actuant en el biopic de Cole Porter  Night and Day (1946, Michael Curtiz) al costat de Cary Grant i Alexis Smith; en el clàssic drama rural  The Yearling (1946, Clarence Brown) amb Gregory Peck i Chill Wills; en l'imitat western Cheyenne (1947, Raoul Walsh) al costat de James Craig; en la comèdia costumista Ciutat màgica (1947, William A. Wellman) en companyia de James Stewart i Kent Smith; en el melodrama pel qual va guanyar el seu Oscar Johnny Belinda (1948, Jean Negulesco) al costat de Lew Ayres i Agnes Moorehead; com a estrella convidada en la comèdia  Quina gran sensació!  (1949, David Butler) i en el drama de suspens d'Alfred Hitchcock Pànic en l'escena (1950) amb Michael Wilding i Marlene Dietrich. En aquesta última ja es comportava com a estrella, i durant el seu rodatge es queixava d'haver d'aparèixer en pantalla menys bella i afavorida que la Dietrich, encara que el seu paper ho exigís així.
Com tot astre de la pantalla, passats els primers dos o tres anys de regnat, la mateixa indústria comença a provar-la en tota mena de produccions (incloses alguna de sèrie B), però la Wyman demostra el seu talent en totes elles: El zoo de vidre (1950, Irving Rapper) en la seva primera versió cinematogràfica -és una asfixiant obra teatral de Tennessee Williams-, al costat d'un gairebé debutant Kirk Douglas;  Three Guys Named Mike (1951, Charles Walters), comèdia romàntica tan senzilla com entranyable, al costat de Van Johnson i Howard Keel; Aquí ve el nuvi (1951 Frank Capra), comèdia romàntica d'escàs èxit però ben interpretada per Jane i per Bing Crosby; No estic sola  (1951 Curtis Bernhardt), melodrama de bon to però "concebut" per ser oscaritzable; La història de Will Rogers (1952, Michael Curtiz), en la vida del cèlebre còmic i actor del primer Hollywood, al que ara interpretava el seu fill en la vida real i també actor (Will Rogers Jr.); Amor a mitjanit (1953, Alexander Hall), comèdia que versionava el clàssic La berganta puritana de 1937, amb Ray Milland i Aldo Ray o Blat i maragda (1953, Robert Wise), sofert melodrama amb una història ja portada anteriorment a la pantalla, on compartia cartell amb Sterling Hayden.

### Amb Douglas Sirk i últims anys en el cinema
1954 suposa la seva primera trobada amb el gran director de melodrames Douglas Sirk, que la va aparellar amb el galant Rock Hudson a dues de les seves pel·lícules més populars dels 50 per a la Universal: Obsessió (1954), en on interpretava el paper d'una dona que queda cega després d'un accident, i All That Heaven Allows (1955), on un altre argument típicament melodramàtic servia d'excusa al director per realitzar un exercici d'estil avui insuperable. Els 50 acaben amb dos èxits populars que aguanten bé el pas del temps: l'amable comèdia melodramàtica  Miracle in the Rain (1956, Rudolph Maté), de nou amb Van Johnson; i Pollyanna , en versió Disney de 1960, superant en espectadors -que no en qualitat- la vella versió de la novel·la que Mary Pickford estrenés en 1920.
Els seus últims films no són gaire destacables, potser Els conflictes de Papá (1962, James Neilson) és una agradable distracció familiar en la qual apareixia amb Fred MacMurray.

### Estrella de televisió
No serà fins al 1981, en plena era Reagan, quan la Wyman ressorgirà de les seves cendres en un paper de malvada matriarca d'una família amb vinyes en la telesèrie-serial nord-americana Falcon Crest ideada per Earl Hammer. Ja en els anys 50 havia tingut el seu propi programa de televisió, Jane Wyman Presents, The Fireside Theatre.
Després de molts anys de retir, Jane Wyman va aconseguir un èxit extraordinari amb Falcon Crest. Aquí, Jane va interpretar un paper molt diferent del que l'havia fet famosa en els anys 50. Mentre en aquella època interpretava heroïnes abnegades, a Falcon Crest era una matriarca astuta i poderosa que per protegir la seva família i el seu llegat era capaç d'ordir artificis de qualsevol tipus. Pel seu famós paper d'Angela Channing, va guanyar 4 Globus d'Or quatre anys consecutius. Cap al 1989 la salut de l'actriu va empitjorar, i va haver de deixar la sèrie en la seva última temporada, a la que va tornar esporàdicament al final.

### Mort
Jane Wyman va morir el dilluns 10 de setembre de 2007 als 90 anys a la seva casa a Palm Springs, havent patit diversos anys d'artritis i diabetis. El fill de Wyman Michael Reagan, va fer una declaració pública en la qual va dir, «He perdut una mare amorosa; els meus fills, Cameron i Ashley han perdut una àvia amorosa, la meva esposa Collen ha perdut una gran amiga a la que anomenava mamà, i Hollywood va perdre a una de les dames més elegants que ha aparegut en el cinema»
Va ser la primera esposa de Ronald Reagan de 1940 a 1948.

## Filmografia

### Cinema
- 1936: The Sunday Round-Up:Butte Soule
- 1936: My Man Godfrey: Una convidada
- 1937: The King and the Chorus Girl: Babette Latour
- 1937: Smart Blonde: Dixie
- 1937: Slim: La fille de Stumpy
- 1937: The Singing Marine: Joan
- 1937: Little Pioneer: Katie Snee
- 1938: The Crowd Roars: Vivian
- 1938: Brother Rat: Claire Adams
- 1938: Wide Open Faces: Betty Martin
- 1939: Tail Spin: Alabama
- 1939: Kid Nightingale: Judy Craig
- 1939: Private Detective: Myrna Winslow
- 1939: The Kid from Kokomo: Marian Bronson
- 1940: Flight Angels: Nan Hudson
- 1940: My Love Came Back: Joy O'Keefe
- 1940: Tugboat Annie Sails Again: Peggy Armstrong
- 1940: Gambling on the High Seas: Laurie Ogden
- 1941: You're in the Army Now: Bliss Dobson
- 1941: Bad Men of Missouri: Mary Hathaway
- 1941: Honeymoon for Three: Elizabeth Clochessy
- 1941: The Body Disappears: Joan Shotesbury
- 1942: My Favorite Spy: Connie
- 1942: Larceny, Inc: Denny Costello
- 1942: Footlight Serenade: Flo La Verne
- 1943: Princess O'Rourke: Jean Campbell
- 1944: The Doughgirls: Vivian Mardsen Halstead
- 1944: Make Your Own Bed: Susan Courtney
- 1944: Crime by Night: Robbie Vance
- 1945: Dies perduts (The Lost Weekend): Helen St. James
- 1945: One More Tomorrow: Frankie Connors
- 1946: The Yearling: Ma Baxter
- 1946: Nit i dia (Night and Day): Gracie Harris
- 1947: Cheyenne: Ann Kincaid
- 1947: La ciutat màgica (Magic Town): Mary Peterman
- 1948: Johnny Belinda: Belinda McDonald
- 1949: A Kiss in the dark: Polly Haines
- 1949: The Lady Takes a Sailor: Jennifer Smith
- 1950: Pànic a l'escenari (Stage Fright): Eve Gill / Doris Tinsdale
- 1950: The Glass Menagerie: Laura Wingfield
- 1951: Three Guys Named Mike: Marcy Lewis
- 1951: The Blue Veil: Louise Mason
- 1951: Thea Screen Director (Curt): Ella mateixa
- 1952: Just for You: Carolina Hill
- 1952: The Story of Will Rogers: Betty Rogers
- 1953: Amor a mitjanit (Let's Do It Again): Constance 'Connie' Stuart
- 1953: So Big: Selina DeJong
- 1954: Magnificent Obsession: Helen Phillips
- 1955: All That Heaven Allows: Cary Scott
- 1955: Oil Town: Lucy Gallant
- 1956: Miracle in the Rain: Ruth Wood
- 1959: Holiday for Lovers: Mme Mary Dean
- 1960: Pollyanna: Tia Polly
- 1962: Bon Voyage!: Katie Willard
- 1969: How to Commit Marriage: Elaine Benson
- 1987: Happy 100th Birthday Hollywood (documental TV): Ella mateixa
- 1996: Wild Bill: Hollywood Maverick (documental): Ella mateixa
- 1998: Off the Menu:The Last Days of Chasen's (documental): Ella mateixa
- 2002: The Making of 'Far From Heaven' (documental): Cary Scott

### Televisió
- 1955: General Electric Theater (Sèrie TV): Dr. Amelia Morrow
- 1955-1958: Jane Wyman Presents The Fireside Theatre (Sèrie TV): Fran / Amelia / Marge / Cleary Penryn
- 1958 i 1962: Wagon Train (Sèrie TV): Hannah / Dr. Carol Willoughby
- 1960:Checkmate (Sèrie TV): Joan Talmadge
- 1961: The Investigators (Sèrie TV): Elaine
- 1964 i 1967: Insight (Sèrie TV): Marie
- 1968: The Red Skelton Show (Sèrie TV): Clara Appleby
- 1970: My Three Sons (Sèrie TV): Sylvia Cannon
- 1971: The Failing of Raymond (Telefilm): Mary Bloomquist
- 1972: The Sixthe Sense (Sèrie TV): Ruth Ames
- 1972-1973: The Bold Ones: The New Doctors (Sèrie TV): Dr. Amanda Fallon
- 1973: Amanda Fallon (Sèrie TV): Dr. Amanda Fallon
- 1974: Owen Marshall: Counselor at Law (Sèrie TV): Sophia Ryder
- 1979:The Incredible Journey of Doctor Meg Laurel (Telefilm): Granny Arrowroot
- 1980: The Love Boat (Sèrie TV): Sor Patricia
- 1980: Charlie's Angels (Sèrie TV): Eleanor Willard
- 1981-1990: Falcon Crest (Sèrie TV): Angela Channing
- 1993: Dr. Quinn, Medicine Woman (Sèrie TV): Elizabeth Quinn

## Premis i nominacions

### Premis
- 1949. Oscar a la millor actriu per Johnny Belinda
- 1949. Globus d'Or a la millor actriu dramàtica per Johnny Belinda
- 1952. Globus d'Or a la millor actriu dramàtica per The Blue Veil
- 1983. Globus d'Or a la millor actriu en sèrie dramàtica per Falcon Crest

### Nominacions
- 1947. Oscar a la millor actriu per Jody i le faon
- 1952. Oscar a la millor actriu per La dona au voile bleu
- 1955. Oscar a la millor actriu per Le Secret magnifique
- 1957: Primetime Emmy a la millor actriu en sèrie dramàtica per Jane Wyman Presents The Fireside Theatre
- 1959: Primetime Emmy a la millor actriu en sèrie dramàtica per Jane Wyman Presents The Fireside Theatre
- 1984. Globus d'Or a la millor actriu en sèrie dramàtica per Falcon Crest